# Velda City
Velda City – miasto w Stanach Zjednoczonych, w stanie Missouri, w hrabstwie St. Louis.